# Stagnicola arctica
Stagnicola arctica is een slakkensoort uit de familie van de Lymnaeidae. De wetenschappelijke naam van de soort is voor het eerst geldig gepubliceerd in 1864 door Lea.